# 短吻青眼鱼
短吻青眼鱼（学名：Chlorophthalmus agassizi）为青眼鱼科青眼鱼属的鱼类。分布于大西洋、印度洋、太平洋以及南海、东海等海域，一般生活于热带海洋水深100米的海区中。该物种的模式产地在地中海。